# Canción de hielo y fuego
Canción de hielo y fuego (A Song of Ice and Fire) es una multipremiada serie de novelas de fantasía heroica escritas por el novelista y guionista estadounidense George R. R. Martin. Martin comenzó a escribir la serie en 1993 y el primer tomo se publicó en 1996. Originalmente planeada como una trilogía, actualmente tiene cinco tomos publicados y dos más planeados. También hay tres novelas cortas que actúan como precuelas de la serie; y una serie de novelas cortas que recopilan los capítulos dedicados a un personaje determinado, ya publicados en las novelas principales. La serie ha sido traducida a más de treinta idiomas y el cuarto tomo alcanzó el primer lugar en la lista de best sellers del The New York Times tras su publicación. Para septiembre de 2013, la serie había vendido alrededor de 24 millones de copias en todo el mundo.
La historia de Canción de hielo y fuego se sitúa en un mundo ficticio medieval, principalmente en un continente llamado Poniente pero también en un vasto continente oriental, conocido como Essos. La mayor parte de los personajes son humanos, pero a medida que la serie avanza aparecen otras razas. Hay tres líneas argumentales en la serie: la crónica de la guerra civil dinástica por el control de Poniente entre varias familias nobles; la creciente amenaza de los Otros y los salvajes, apenas contenida por un inmenso muro de hielo que protege el norte de Poniente; y el viaje de Daenerys Targaryen, la hija exiliada del rey que fue asesinado en otra guerra civil quince años antes del comienzo de la serie, quien busca regresar a Poniente a reclamar sus derechos. Estas tres historias interactúan entre sí y son extremadamente codependientes.
La serie está narrada en tercera persona a través de los ojos de varios personajes. Para el final del quinto tomo, ha habido treinta y un puntos de vista, incluyendo nueve personajes que solo han aparecido una vez (ocho de ellos, porque mueren violentamente).
Si bien la serie se sitúa en un mundo ficticio y Martin ha citado a J. R. R. Tolkien, Jack Vance y a Tad Williams, como sus influencias, la serie difiere de los trabajos de estos autores en el hecho de que se interesa y utiliza más los elementos realistas que los fantásticos. Mientras Tolkien se inspiraba en la mitología, Canción de hielo y fuego se inspira en la historia medieval, especialmente en la Guerra de las Dos Rosas. y la dinámica de su primer libro, así como la trama principal, es muy similar a la obra Los reyes malditos del escritor Maurice Druon, sobre la cual Martin ha dicho que es "el verdadero juego de tronos" y que "los Stark y los Lannister no aventajan en nada a los Capetos y los Plantagenet".
Asimismo, la serie se considera una de las obras más innovadoras del género, debido al gran número y la complejidad de sus personajes, lo intrincado de las tramas políticas, su falta de censura en temas de violencia, sexo o incluso al abordar tabúes como el incesto, y (lo que más ha llamado la atención) la total incertidumbre sobre el destino de los protagonistas de la saga, pudiendo morir igualmente tanto personajes principales como secundarios, así como volver a aparecer vivos.
Hasta agosto de 2018, se han vendido más de 90 millones de copias en todo el mundo y, hasta enero de 2017, se ha traducido a 47 idiomas. El cuarto y quinto volumen llegaron a la cima de la The New York Times Best Seller list en sus lanzamientos. Entre los muchos trabajos derivados se encuentran varias novelas de precuelas, una serie de televisión, una adaptación de cómic y varios juegos de cartas, de mesa y videojuegos.

## Los libros

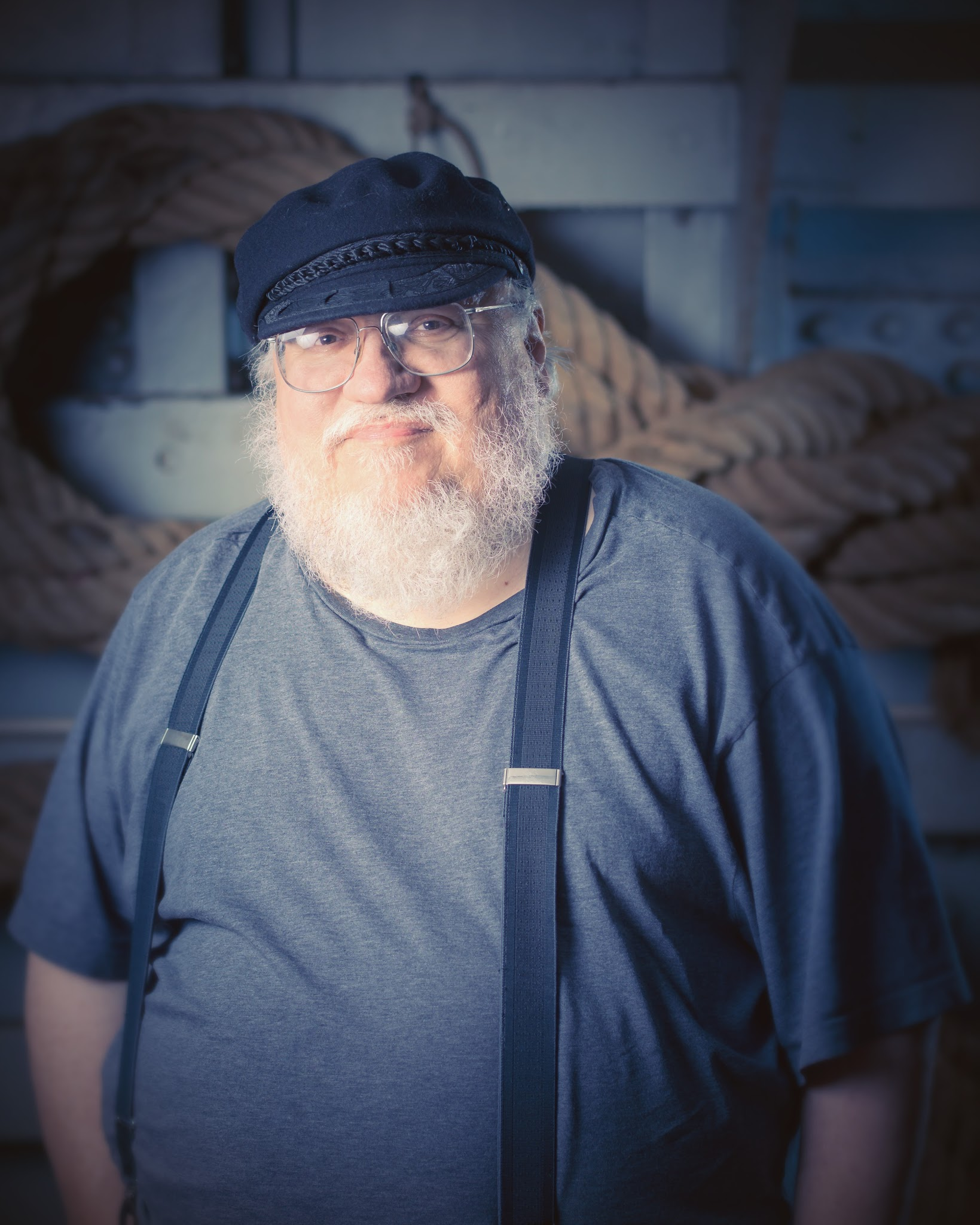
George R. R. Martin en 2015.

- Serie Canción de hielo y fuego (A Song of Ice and Fire, desde 1996; 5 obras publicadas de un total de 7). Títulos publicados:
  - Juego de tronos (A Game of Thrones, 1996), trad. de Cristina Macía, publicada por Gigamesh en 2002.
  - Choque de reyes (A Clash of Kings, 1998), trad. de Cristina Macía, publicada por Gigamesh en 2003.
  - Tormenta de espadas (A Storm of Swords, 2 vols. 2000), trad. de Cristina Macía, publicada por Gigamesh en 2005.
  - Festín de cuervos (A Feast for Crows, 2005), trad. de Cristina Macía, publicada por Gigamesh en 2007.
  - Danza de dragones (A Dance with Dragons, 2011), trad. de Cristina Macía, publicada por Gigamesh en 2012.

- Futuros títulos de esta serie serán:
  - Vientos de invierno (The Winds of Winter), futura sexta obra de la serie.
  - Sueño de primavera (A Dream of Spring), futura séptima y última obra de la serie.[14]

A la serie principal se suman tres relatos cortos que actúan como precuelas, ya que se desarrollan en el mismo mundo, pero aproximadamente noventa años antes. Estas son The Hedge Knight (El caballero errante), The Sworn Sword (La espada leal), y The Mystery Knight (El caballero misterioso); en conjunto se las conoce como Dunk and Egg Tales (Cuentos de Dunk y Egg). Los dos primeros relatos han aparecido traducidos al castellano en libros que recopilan relatos cortos de fantasía, a saber: "El caballero errante" en "Leyendas negras - Vol. I" (editorial DeBolsillo, 2000), y "La espada leal" en "Leyendas" (editorial La factoría de ideas, 2006) y en "La Espada Leal" (reedición con nombre distinto del libro anterior, editorial La factoría de ideas, 2012). En 2015 fueron recopilados los tres relatos en el libro El caballero de los Siete Reinos (Plaza & Janés, 2015). Los mismos dos primeros relatos han sido trasladados con éxito al cómic y se puede encontrar en dos volúmenes editados por DeBolsillo (previamente fueron publicados en seis volúmenes por Devir). The Mystery Knight fue finalista en 2011 del Premio Mundial de Fantasía.
La saga se complementa con The World of Ice and Fire (El mundo de hielo y fuego), un libro que cuenta la historia de Poniente narrada desde la perspectiva de varios maestres, escrito por Martin, Elio M. García jr y Linda Antonsson.
Adicionalmente hay otras novelas pequeñas, la primera se titula "La princesa y la Reina" la cual narra con detalle lo ocurrido en la "Danza de los dragones" esta se menciona en el mundo de hielo y fuego, pero aquí ponen más detalle en las más de 80 páginas. La siguiente es llamada en el idioma original "The rogue prince", publicada en España dentro de la antología Canallas (2018, L'Encobert) que narra un poco lo sucedido antes de la danza de los dragones, es sobre el hermano del rey de ese entonces, Daemon Targaryen, hermano del Rey Viserys I.
En octubre de 2018 salió una nueva novela llamada Fuego y sangre que narra todos los sucesos acontecidos entre la conquista de Aegon el Conquistador Targaryen hasta el fin de la regencia sobre Aegon III Targaryen, hijo de Rhaenyra Targaryen y apodado "Veneno de Dragón".
Varios capítulos de las novelas principales se han recopilado previamente a la publicación y como avances promocionales de los libros a los cuales pertenecen. Estos son:
Sangre de dragón: Basado en los capítulos sobre Daenerys en Juego de tronos. Recibió el Premio Hugo de 1997.
Hijos del kraken: Compilación de cuatro capítulos de Festín de cuervos que transcurren en las Islas del Hierro. No debe leerse sin haber terminado Tormenta de espadas. Se comentan aspectos importantes de la trama que transcurren al final del tercer libro.
Camino de dragón: Novela corta, adelanto de Tormenta de espadas.
'Dominio de dragones: Los tres primeros capítulos de Daenerys en Danza de dragones. Pueden leerse sin haber leído Festín de cuervos pues no revela nada de la trama de este último libro.
Estos cuatro avances han sido editados por Ediciones Gigamesh fuera de colección y repartidos gratuitamente en ocasiones especiales. Por ejemplo, Dominio de dragones se lanzó con motivo de la fiesta del Día del Libro del año 2006. Ninguno de estos volúmenes está a la venta.

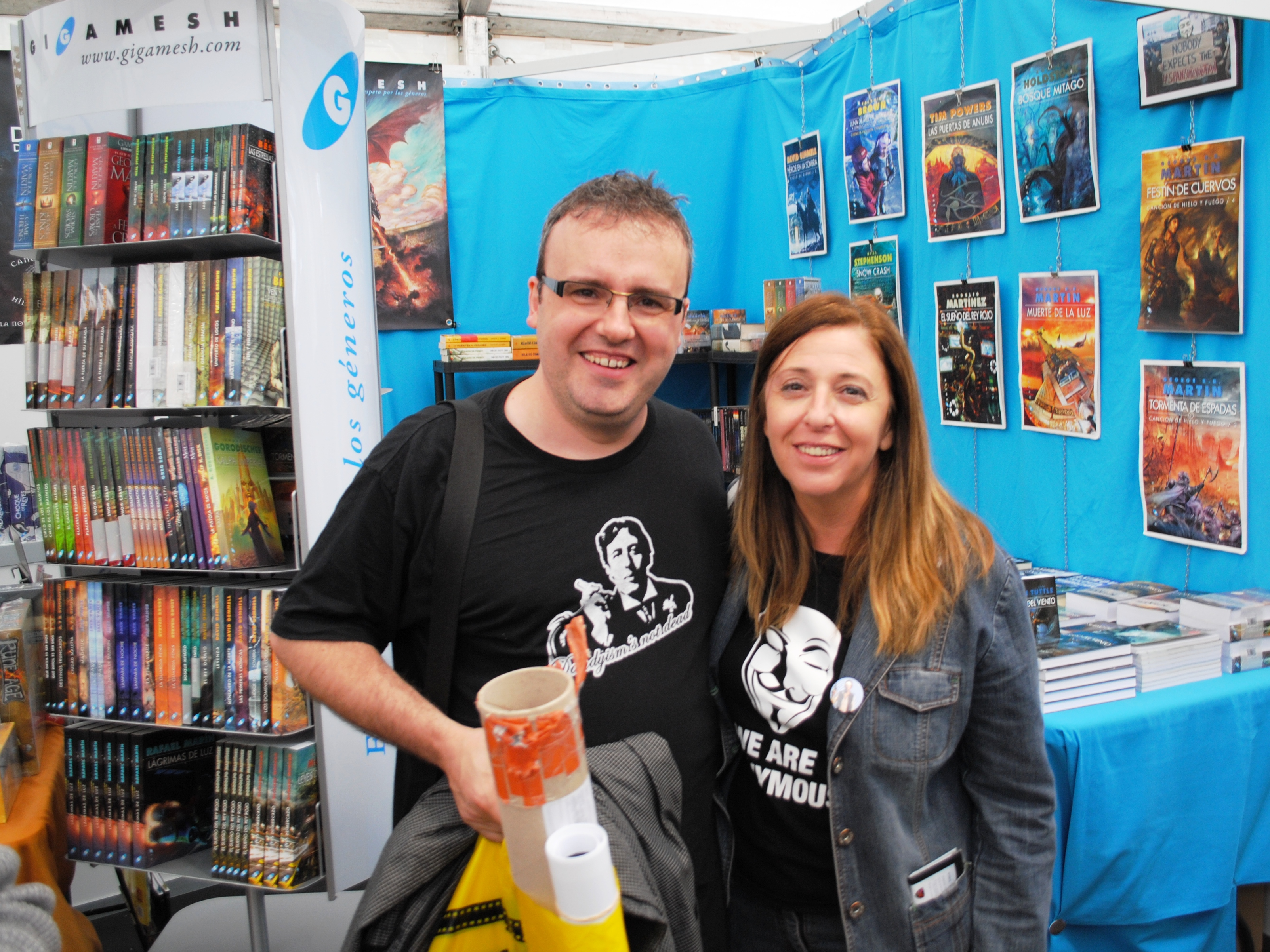
Corominas con Cristina Macía, ilustrador de las portadas y traductora, respectivamente, de Canción de hielo y fuego, durante el festival Celsius 232 de Avilés.

## Temática de las novelas
La saga es conocida por tener personajes complejos, cambios de trama violentos y repentinos, e intrigas políticas bien desarrolladas. En un género donde la magia normalmente posee un papel central en el argumento, Canción de hielo y fuego se caracteriza por un uso limitado y sutil de la misma, empleándola como una fuerza ambigua y, a menudo, oscura.
Además, las novelas no giran alrededor de la lucha entre el Bien y el Mal, sino que los arcos argumentales se basan principalmente en luchas políticas y guerras civiles; solo hay uno o dos arcos que sugieren la posibilidad de una amenaza externa.

## Argumento
La saga de Canción de hielo y fuego transcurre principalmente en los Siete Reinos de Poniente, un continente basado en Reino Unido y con una historia de más de 12.000 años. Poniente estaba originalmente dividido en Siete Reinos: Norte, Tierras de los Ríos, Valle, Oeste, Tierras de la Tormenta, Dominio y Dorne. Estas naciones fueron conquistadas y unificadas unos trescientos años antes del desarrollo de la historia principal por Aegon el Conquistador, jinete del dragón Balerion y miembro de la Casa Targaryen afincada en Rocadragón. Los Targaryen fueron una de las pocas familias que escapó a la maldición de Valyria. Al este de Poniente se encuentra Essos, un diverso continente donde acontece parte de la trama.
Doscientos ochenta y tres años tras la conquista de Aegon, la dinastía Targaryen es derrocada por los Baratheon en una guerra civil conocida como la Rebelión de Robert. Robert Baratheon accedió al Trono de Hierro tras vencer en combate singular al príncipe heredero Rhaegar Targaryen en la Batalla del Tridente y gracias al respaldo militar de las casas Stark, Tully, Arryn y sus respectivos vasallos. Son también determinantes en el resultado de la guerra su amigo Lord Eddard Stark, el mentor de ambos Lord Jon Arryn y Ser Jaime Lannister, miembro de la Guardia Real que asesina al rey Aerys II Targaryen (de ahí su apodo "Matarreyes"). Jaime Lannister se convierte en cuñado del rey Robert tras el matrimonio de este con la hermana melliza de Jaime Lannister, Cersei Lannister. Las novelas, que comienzan quince años después, siguen las consecuencias de este evento a través de tres arcos argumentales principales, que transcurren no solo en Poniente sino también en parte del continente oriental.
El primer arco argumental transcurre en los Siete Reinos y cuenta la lucha de múltiples bandos por conseguir el Trono de Hierro después de la muerte del Rey Robert. El primero que reclama el trono es su hijo adolescente Joffrey, apoyado por la poderosa familia de su madre: la Casa Lannister. Sin embargo, Stannis, uno de los hermanos de Robert, arguye que los hijos de Robert son en realidad el producto de la relación incestuosa entre la reina y su hermano Jaime y reclama el trono para sí mismo. Su hermano menor, Renly, también reclama el trono para sí, con el apoyo de la poderosa familia de su esposa Margaery, la Casa Tyrell. Mientras tanto, Robb Stark, el heredero de Lord Eddard Stark, es proclamado Rey en el Norte, ya que los norteños buscan volver a ser independientes del Trono de Hierro. De forma similar, Balon Greyjoy también reclama el trono (y la independencia) de su propia región: las Islas del Hierro. La Guerra de los Cinco Reyes es el principal arco argumental en las novelas segunda y tercera.
El segundo arco argumental transcurre en el norte de Poniente. Aquí, hace 8.000 años se construyó un enorme muro de hielo para defender Poniente de la amenaza de los Otros, una raza de seres malignos que son capaces de crear muertos vivientes y acechan en las frías noches más allá del Muro. El Muro se extiende a lo largo de casi 500 kilómetros y tiene una altura de más de 200 metros. Está defendido por los hermanos juramentados de la Guardia de la Noche, que está muy escasa de efectivos en los años en que transcurren las novelas y vive bajo la amenaza de los "salvajes" que viven al otro lado del Muro (y que se llaman a sí mismos "el pueblo libre") que viven más al norte. Este arco sigue principalmente a Jon Nieve, hijo bastardo de Lord Eddard Stark, mientras asciende en la jerarquía de la Guardia de la Noche y comprende la verdadera naturaleza de la amenaza de más allá del Muro. Al final de la tercera novela, este arco se ha ido entrelazando más y más con la guerra civil en el sur de Poniente.
El tercer arco argumental transcurre en Essos y sigue a la princesa exiliada Daenerys Targaryen, la última descendiente de la Casa Targaryen, que reclama también el Trono de Hierro. La historia de Daenerys relata su ascenso al poder, desde sus principios como fugitiva trotamundos y atormentada por su hermano Viserys, hasta convertirse en una reina poderosa y astuta que además posee los últimos dragones vivos. Aunque su historia está separada del resto por miles de kilómetros, su objetivo es reconquistar el Trono de Hierro. 
La "canción de hielo y fuego" se ha mencionado únicamente dos veces en la saga. La primera de ellas, en una visión que tiene Daenerys en Choque de reyes: "Él es el príncipe prometido, y suya es la canción de hielo y fuego", palabras pronunciadas por un Targaryen (probablemente el difunto hermano mayor de Daenerys, Rhaegar Targaryen, sobre su hijo Aegon). Se deduce que hay una conexión entre la canción, la promesa y la misma Daenerys. Esto se ve con más claridad en Festín de cuervos cuando Aemon Targaryen identifica a Daenerys como el "príncipe que fue prometido", aunque no está claro si la profecía del Príncipe que fue Prometido es la misma que la de la Canción de hielo y fuego.
La otra ocasión en la que se menciona juntos al hielo y al fuego es en el juramento de lealtad de los hermanos Reed a Brandon Stark en Choque de reyes.

## Personajes principales
Daenerys Targaryen:
Última hija viva del rey Aerys II Targaryen y de su hermana-esposa, la reina Rhaella. Tras la Rebelión de Robert, durante la cual murieron sus padres, huyó a Essos junto con Viserys, su hermano mayor. Tras la muerte de este, asumirá para sí misma la misión de volver a Poniente y reclamar el Trono de Hierro del que fue despojada su familia. Pero la dificultad para conseguir reunir un ejército, así como una serie de aventuras y de trágicos acontecimientos, irán retrasando más y más este deseo. Además, atraerá hacia su persona a toda una serie de personajes variopintos y de intenciones muy diversas, todos ellos dispuestos a sacar partido, de un modo u otro, de la misión de la reina. Y por si fuera poco, un hecho fortuito provocará el nacimiento de tres dragones, a los que criará, y que la verán como su madre; la existencia de estas criaturas (que todo el mundo daba por extintas) no hará sino aumentar su prestigio y su leyenda, a la par de atraerle más peligros.
Jon Nieve: 
Hijo bastardo de Lord Eddard Stark, Señor de Invernalia y Guardián del Norte. Su apellido es el que toman todos los hijos bastardos de casas nobles del Norte, no pudiendo legalmente adoptar el apellido 'Stark'. Su padre jamás revela el nombre de la madre de Jon, y a lo largo de la saga se verá cómo varios personajes aventurarán otras tantas hipótesis sobre su identidad. La mujer de su padre, Catelyn, le desprecia, y siente como una humillación personal el hecho de que su marido le acoja y tenga que vivir bajo su mismo techo. Consciente de ello, aún joven, Jon decide viajar al Muro, al norte de Poniente, para unirse a la Guardia de la Noche. Como la mayoría de sus medio-hermanos Stark, puede entrar en la piel de su lobo-huargo, que en su caso es un ejemplar de color blanco llamado Fantasma. Su deber, al igual que el de sus hermanos juramentados de la Guardia de la Noche, es proteger al reino de las amenazas que se encuentran más allá del Muro, entre las que se encuentran el «pueblo salvaje» o «pueblo libre», así como los Otros, que en aquel tiempo son considerados una leyenda. Su honestidad y su bravura le llevarán a ser el comandante de la Guardia.
Tyrion Lannister: 
Tercer hijo de Lord Tywin Lannister y Lady Joanna Lannister, y hermano menor de los mellizos Cersei y Jaime. Es apodado "Gnomo" y "Mediohombre" debido a su enanismo; y por si esto fuera poco, creció con el estigma de haber "matado" a su madre en el parto. El rechazo de un padre frío, cruel, estricto y riguroso, lo llevó a refugiarse en el saber, llegando a ser un hombre culto, inteligente y amante de los libros: cuando una espada y un escudo no lo defendían en situaciones difíciles, sí lo hacían su elocuencia e inteligencia. Y a esto hay que añadir su capacidad para el sarcasmo y la ironía, así como su sentido sincero de justicia para con los débiles y oprimidos (con los que se siente solidario), todo lo cual lo hacen uno de los personajes más queridos de la saga. Su hermano Jaime es el único miembro de la familia que muestra aprecio por él.
Cersei Lannister:
Reina y, posteriormente, viuda del Rey Robert Baratheon (el "Usurpador"); mantiene desde la niñez una relación incestuosa con su hermano mellizo Jaime, quien es el padre biológico de sus tres hijos: Joffrey, Tommen y Myrcella, a quienes quiere sinceramente, pero que malcría (sobre todo al mayor). Mujer de gran belleza, es uno de los personajes más despiadados de la saga, y suele justificar todas sus fechorías apelando a su "sangre de León" y al bienestar de sus hijos. Es astuta, intrigante, y amante del poder, pero como gobernante se muestra clamorosamente incompetente.
Jaime Lannister: 
Hijo predilecto de Lord Tywin junto con su hermana melliza Cersei (quien nació unos minutos antes que él), con quien mantiene una relación incestuosa; si bien se muestra resentido por el alejamiento que se ve obligado a mantener hacia los tres hijos que tiene con ella. Contra los deseos de su padre (que le quiere como heredero de sus estados) se hace caballero de la Guardia Real; su asesinato del rey Aerys (quebrando su juramento de protegerlo) le hace merecedor del apodo de "Matarreyes". Su personaje tiene uno de los arcos evolutivos más interesantes a lo largo de la saga, pasando de la mentira, la arrogancia y la altanería que muestra en los primeros libros, a acabar distanciándose de los objetivos y ambiciones de su familia. A diferencia de Tywin y de Cersei, Jaime siente aprecio sincero por su hermano Tyrion.
Sansa Stark: 
Segunda de los hijos de Lord Eddard Stark y Lady Catelyn Tully y primera hija mujer. Tiene tres hermanos, Robb,el primogénito; Bran y Rickon, y una hermana menor que ella, llamada Arya; además de un medio hermano bastardo, Jon Nieve. Se la describe como hermosa, con pelo castaño rojizo y ojos azules, como su madre. Ha recibido la educación propia de una dama de alcurnia, y siempre se comporta como tal. A menudo choca con Arya, totalmente opuesta en carácter e intereses a su hermana mayor, y también mantiene una relación distante con Jon Nieve. Su loba huargo se llama Dama; pero es sacrificada por Lord Stark por orden del rey Robert Baratheon, después de que la reina Cersei se enfureciera porque la loba de Arya, Nymeria, atacara (con razón) al príncipe Joffrey, y huyera, alejándose para siempre de Arya; Sansa y Arya se culparán mutuamente por este incidente. Es llevada a la corte de Desembarco del Rey, junto con su padre y su hermana; pero a lo largo de la saga se verá expuesta a terribles experiencias, que la harán despertarse de su "cuento de hadas", y a la postre fortalecerán su carácter.
Arya Stark: 
Tercera de los hijos de Lord Eddard Stark y Lady Catelyn Tully. Tiene una hermana, Sansa; tres hermanos, Robb, Bran y Rickon, y un medio hermano bastardo, Jon Nieve, al que aprecia mucho. Como algunos de sus hermanos, ella es una cambiapieles, pudiendo entrar en la piel de su loba huargo, Nymeria, nombrada así en referencia a una reina guerrera de los Rhoynar. El carácter de Arya es aventurero y guerrero, totalmente opuesto al de su hermana, con la que choca a menudo. Acompaña a su padre y a su hermana a Desembarco del Rey, donde su padre le consigue un instructor que la enseña en secreto el arte de la espada. Antes, un incidente de Nymeria con el arrogante príncipe Joffrey provocará la huida de la loba, a quien Arya nunca más verá pero cuya presencia seguirá sintiendo en sus sueños. Una serie dramática de incidentes separará a Arya de su familia y, tras correr múltiples y peligrosa aventuras, la llevará hasta los Hombres sin Rostro, en la ciudad de Braavos.
Bran Stark: 
Es el tercero de los hijos de Lord Eddard Stark y Lady Catelyn Tully. Tiene dos hermanas, Sansa y Arya; dos hermanos, Robb y Rickon, y un medio hermano bastardo, Jon Nieve. Al igual que parte de sus hermanos, puede entrar en su lobo huargo, llamado Verano, y experimentar todo lo que el animal vive. Tras caer de una torre a manos de Jaime Lannister, Bran queda paralítico; sufre, además, un misterioso intento de asesinato, que acabará por provocar una guerra en los Siete Reinos. Paralelamente a su parálisis, comienza a experimentar visiones y extraños sueños sobre el «Cuervo de tres ojos», quien parece llamarle en la distancia. Convertido en Señor de Invernalia por la muerte de su padre y su hermano mayor, tras la invasión de los Hombres del Hierro se ve obligado a huir; y emprende un viaje, en compañía del criado Hodor y de los hermanos Reed, que le llevará hasta más allá de Muro, a la presencia del misterioso Cuervo, quien le llamaba para ser su sucesor.
Eddard Stark: 
Personaje presentado como protagonista del primer libro de la saga. Se trata del Señor de Invernalia, Guardián del Norte, y Jefe de la Casa Stark. Es hombre recto, justo, leal y honrado, amado por sus vasallos y respetado por sus iguales. Está casado con Catelyn Tully, y con ella tiene tres hijos, Robb, Bran y Rickon, y dos hijas, Sansa y Arya. También tienen un hijo bastardo llamado Jon, con una mujer cuya identidad nunca desvela, y al que acoge en su casa para fastidio de Catelyn. Eddard decide atender el deseo de su amigo el rey Robert Baratheon, que le pide que se instale en Desembarco del Rey para desempeñar el cargo de Mano del Rey (una especie de primer ministro), y allí acude en compañía de sus dos hijas. Pero las intrigas de la corte, el descubrimiento de la terrible verdad sobre los hijos de Cersei, y la muerte final del rey en extrañas circunstancias, acabarán por volverse fatalmente contra él y contra toda su familia, cuando finalmente estalle la guerra en el reino.